# Heinrich Maier
Heinrich Maier (Heidenheim, 5 de febrero de 1867 - Berlín, 28 de noviembre de 1933) fue un filósofo, psicólogo y profesor universitario alemán.
Formado en la Universidad de Tübingen, donde se doctoró con la obra Die Logische Theorie des deduktiven Schlusser en 1892, en 1901 se trasladó a Zúrich para ejercer como profesor. En 1902 retorna a Tübingen como catedrático y se casa con Anna Sigwart, hija de su antiguo mentor. También fue profesor en Gotinga, Heidelberg y Berlín.
El punto de partida de su filosofía es la aplicación de la lógica a campos del pensamiento no directamente relacionados con el conocimiento, como son las emociones y la voluntad. Construyó un sistema dualista que expuso en sus obras filosóficas.

## Publicaciones
- Die logische Theorie des deduktiven Schlusses (1892)[2]
- Die Syllogistik des Aristoteles (3 vols. 1896-1900)[1]
- Psychologie des emotionalen Denkens (1908)
- An den Grenzen der Philosophie (1909)
- Sokrates (1913)[1]
- An der Grenze der Philosophie: Melanchthon, Lavater, Strauss (1913)[1]
- Philosophie der Wirklichkeit (1926-1935)